# Ulica Jana z Kolna w Gdańsku
Ulica Jana z Kolna (niem. Schichaugasse) – ulica w Gdańsku, przebiegająca przez Nowe Szkoty, Młode Miasto, Stare Miasto. Łączy śródmieście z Węzłem Kliniczna. Swoim położeniem wyznacza wschodnią granicę Młodego Miasta. Na całej długości ulicy przebiegają szyny tramwajowe. Poruszają się po nich tramwaje linii 7, 8, 10. Część drogi krajowej nr 91 (E75, E77). Patronem ulicy jest Jan z Kolna.
Ulica biegnie obok byłych terenów Stoczni Gdańskiej, które aktualnie zostały przeznaczone pod budowę nowej dzielnicy. Nad ul. Jana z Kolna przebiega prostopadle estakada ul. ks. Jerzego Popiełuszki (zwanej roboczo Nową Wałową.
Od wschodu ulica ograniczona jest linią kolejową Warszawa-Gdynia. Jedynym bezpośrednim połączeniem nad torami z Wielką Aleją jest zamknięty dla ruchu kołowego Żółty Wiadukt.
Przedłużeniem ulicy Jana z Kolna jest ul. Marynarki Polskiej prowadząca ku północy - do zachodniej części Portu Gdańskiego i dzielnicy Nowy Port.
Wzdłuż ulicy przewiduje się powstanie drogi rowerowej.

## Historia
Ulica stanowiła przedłużenie staromiejskich Łagiewników. Ciąg ten, obejmujący także ul. Stolarską i mostek na Raduni, został założony w 1402 i do 1511 nosił nazwę Nowej Grobli.
Niegdyś droga przebiegała przez łąki przeznaczone do wypasu bydła. W XVII wieku nazywana była drogą Krowią. Następnie, aż do początku XX wieku nazywana była drogą Za szpitalem. W 1899 przekształcono ją w ulicę. Do 1945 nosiła nazwę Ferdinanda Schichaua, założyciela tutejszej stoczni. Po przyłączeniu Gdańska do Polski ulicy nadano imię polskiego podróżnika i odkrywcy Jana z Kolna.
24 listopada 1994 w Hali Stoczni mieszczącej się przy tej ulicy miał miejsce tragiczny pożar podczas koncertu. 19 stycznia 2012 miał miejsce pożar w hali Stoczni Jachtowej Sunreef Yachts.
Do ul. Jana z Kolna przylega osiedle złożone z XIX-wiecznych kamienic – część spośród nich wyburzono w 2011 roku. W 2012 roku wyburzono także przylegający do ulicy historyczny budynek Wzorcowni, stanowiącej część kompleksu budynków Stoczni Gdańskiej, a w 2022 dawny szpital Stoczni Gdańskiej; przystąpiono także do rozbiórki hotelu "Gryf". 

### Poprzednie nazwy ulicy

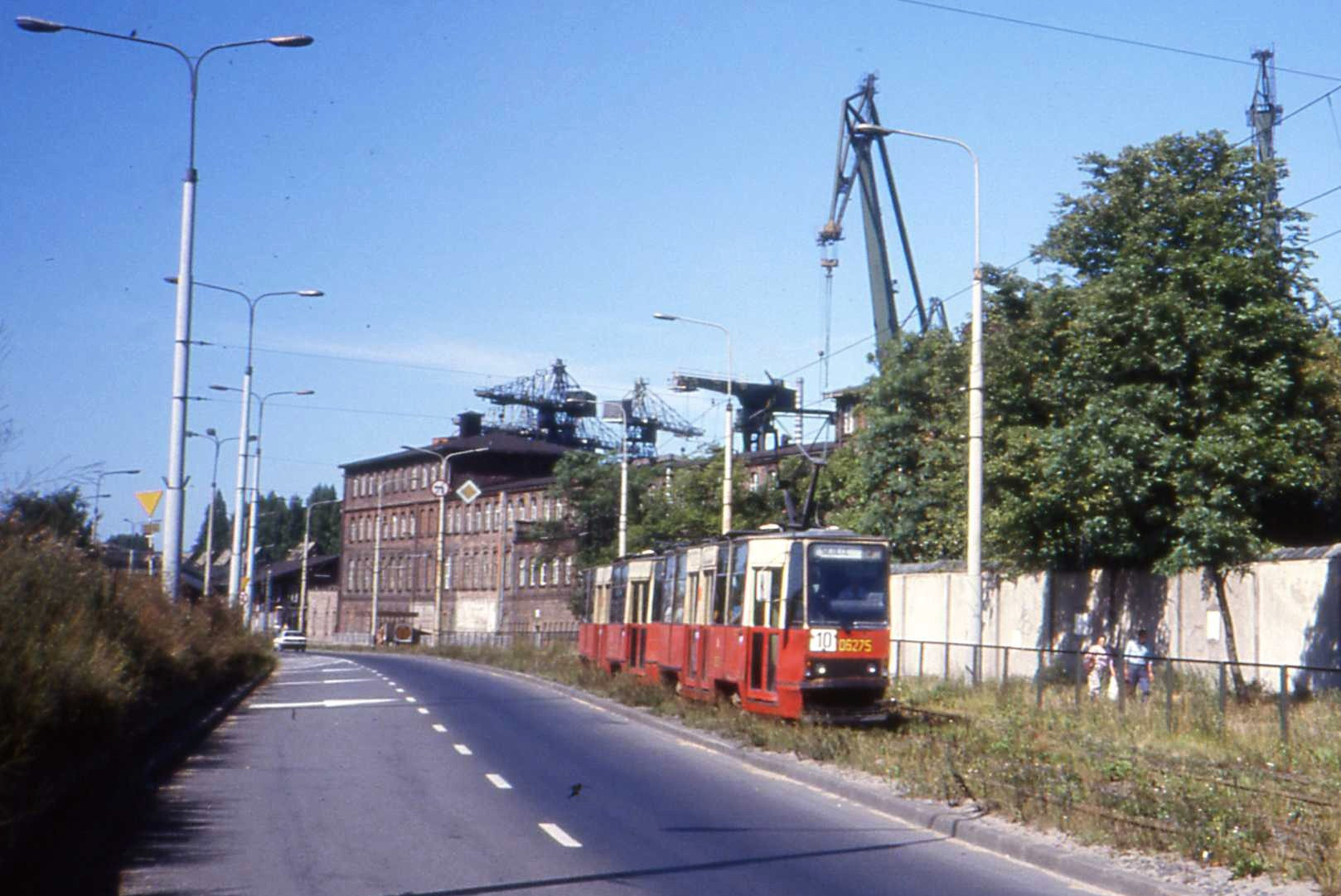
Ul. Jana z Kolna, 1990. Widoczny za tramwajem stoczniowy budynek zburzono w 2012 roku.

- Kuhgasse
- Hinter dem Pockenhaus
- Hinter dem Lazarett
- Schichaugasse

### Obiekty
- Budynki postoczniowe z hasłami strajkujących w Sierpniu 80'
- Hala Stocznia
- Budynek Stoczni Północnej
- Przystanek SKM Gdańsk Stocznia
- Pętla autobusowa